# Zdeněk Brůžek
Zdeněk Brůžek (12. července 1933 – 6. ledna 2000) byl středoškolský pedagog z Rakovníka, český a československý politik, po sametové revoluci poslanec Sněmovny národů Federálního shromáždění za Občanské fórum, později za Občanské hnutí.

## Biografie
Vystudoval gymnázium a Filosofickou fakultu Karlovy univerzity. Zpočátku pracoval jako vychovatel mladistvých delikventů v Domově výchovy mládeže. Pak byl zaměstnán v Odborné škole v Libušíně a Základní škole ve Stochově. Od roku 1969 působil jako učitel na rakovnickém Gymnáziu Zikmunda Wintra. Dějepis učil nesměl, a tak působil jako učitel češtiny a literatury. Angažoval se v souboru uměleckého přednesu.
Během sametové revoluce se zapojil do činnosti Občanského fóra v Rakovníku. Ve volbách roku 1990 zasedl do české části Sněmovny národů Federálního shromáždění (volební obvod Středočeský kraj) za OF. Po rozkladu OF v roce 1991 přešel do poslaneckého klubu Občanského hnutí. Ve Federálním shromáždění setrval do voleb roku 1992.